# 1891 na literatura

## Nascimentos
| Data           | Nome             | Profissão          | Nacionalidade  | Observações | Ref |
| -------------- | ---------------- | ------------------ | -------------- | ----------- | --- |
| 15 de Janeiro  | Osip Mandelstam  | poeta              | Rússia         | m. 1939     |     |
| 27 de Janeiro  | Ilya Ehrenburg   | escritor           | Rússia         | m. 1967     |     |
| 15 de Maio     | Mikhail Bulgakov | escritor           | Rússia         | m. 1940     |     |
| 23 de Maio     | Pär Lagerkvist   | escritor           | Suécia         | m. 1974     |     |
| 30 de outubro  | Alfredo Guisado  | poeta e jornalista | Portugal       | m. 1975     |     |
| 10 de Dezembro | Nelly Sachs      | escritora          | Alemanha       | m. 1970     |     |
| 26 de Dezembro | Henry Miller     | escritor           | Estados Unidos | m. 1980     |     |

## Mortes
| Data           | Nome                 | Profissão | Nacionalidade  | Observações | Ref |
| -------------- | -------------------- | --------- | -------------- | ----------- | --- |
| 13 de Março    | Théodore de Banville | escritor  | França         | n. 1823     |     |
| 12 de Agosto   | James Russell Lowell | escritor  | Estados Unidos | n. 1819     |     |
| 11 de Setembro | Antero de Quental    | poeta     | Portugal       | n. 1842     |     |
| 28 de Setembro | Herman Melville      | escritor  | Estados Unidos | n. 1836     |     |
| 10 de Novembro | Arthur Rimbaud       | poeta     | França         | n. 1854     |     |